# Junnanozaur
Junnanozaur (Yunnanosaurus) – rodzaj prozauropoda (Prosauropoda) żyjącego we wczesnej jurze na obszarze współczesnych Chin. Osiągały duże rozmiary – do około 7 metrów długości. Był roślinożerny, miał samoostrzące się, łyżeczkowate zęby. Poruszał się na 2 lub 4 kończynach.
Gatunki junnanozaura:
- Yunnanosaurus huangi Yang, 1942
- Yunnanosaurus youngi Lü i in., 2007